# Capo Bon
Capo Bon (arabo: كاب بون, in francese Cap Bon) è un capo situato in Tunisia, di fronte alla Sicilia.
Capo Bon è una penisola che si affaccia sul Mediterraneo in direzione nord-est. I geologi ipotizzano che migliaia di anni fa fosse collegata alla Sicilia facendo da ponte tra Africa e Europa. oggi è una penisola turisticamente sviluppata grazie alle sue spiagge, grotte, villaggi di pescatori e importanti centri archeologici. Il marmo delle cave attorno a Capo Bon fu utilizzato anche per costruire il Colosseo a Roma.
È un luogo di grande importanza per la migrazione degli uccelli; durante i mesi primaverili migliaia di rapaci, come falchi pecchiaioli, nibbi bruni, albanelle ed aquile delle steppe, prendono quota sulla montagna prima di affrontare l'attraversamento del Canale di Sicilia.
Capo Bon è sito a 73 km in linea d'aria dall'isola di Pantelleria, da lì chiaramente distinguibile nelle giornate terse. Circa 25 km a sud del capo, vicino Kélibia, si trova il punto dell'Africa più vicino in assoluto all'isola circumsiciliana e quindi al territorio italiano.

## La battaglia di capo Bon (468)
Nel 468 l'esercito romano fu sconfitto a Capo Bon dai Vandali, guidati dal loro re  Genserico, cosa che permise un totale controllo da parte della fazione vandala sull'Africa Settentrionale.

## Eventi della seconda guerra mondiale
La battaglia di Capo Bon fu un rapido scontro navale della seconda guerra mondiale che si svolse al largo di Capo Bon la notte fra il 12 e 13 dicembre del 1941 tra una formazione di due incrociatori leggeri italiani scortati dalla torpediniera Cigno e una flottiglia di cacciatorpediniere britannici.
L'11 maggio 1943, dopo strenua resistenza, si arrende a Capo Bon il Quinto Gruppo corazzato Nizza Cavalleria, facente parte del Reggimento "Nizza Cavalleria" (1º), sottoposto a duri bombardamenti ed accerchiato in seguito all'improvvisa non comunicata resa dell'alleato germanico. Gli inglesi concessero ai due ufficiali superstiti di passare in rassegna i loro uomini schierati prima di avviarli alla prigionia.